# Ingatlan
Az ingatlan a föld és a ráépített szilárd építmények összessége. Ingatlan a föld szárazföldi felszínének körülhatárolt, más ingatlanoktól elkülönített része, továbbá az önálló rendeltetésű és önálló forgalmú építmény vagy építményrész.[forrás?]

## A hatályos magyar jog szerint
Az 1997. évi CXLI. törvény szerint ingatlan az olyan földrészlet, amely az ingatlan-nyilvántartásba önállóan bejegyezhető:
- egy helyrajzi számon nyilvántartott földrészlet a hozzá tartozó felépítménnyel
- külön telekkönyvezett felépítmény
- társasházi külön tulajdon
- közterületről nyíló pince

Az ingatlan fogalom tágabb értelmezései:
- a föld, a maga eredeti formájában
- a föld és a felépítmények
- a föld, a felépítmények és a jogi környezet
- a földfelszín egy meghatározott, rendszerint az ingatlannyilvántartásban önálló egységként kezelt részlete, annak minden alkotórészével és tartozékával (gyümölcsével) együtt, és minden olyan körülmény, amely ennek jelenlegi vagy jövőbeli sorsára kihatással lehet.

A polgári törvénykönyv (Ptk.) nem tartalmazza az ingatlan definícióját, a jogelmélet azonban egységes [forrás?] abban, hogy ingatlannak azok a dolgok minősülnek, amelyek állaguk sérelme nélkül egyáltalán nem vagy csak jelentős értékvesztéssel helyezhetők át másik helyre. Ingatlannak minősülnek továbbá a már gyökeret eresztett növények és a folyók hordalékai is.

## Ingatlanhoz kapcsolódó jogok
Az ingatlanhoz kapcsolódóan a következő jogok jelennek meg:
- birtoklás joga
- használat joga
- az ingatlan hasznainak (gyümölcsének) szedése
- védelem joga
- fejlesztési jogok

Ezeket a jogokat a törvény, az állam és az önkormányzatok előírásai, a helyi közösségi, kulturális hagyományok, illetve a privát hatalmi eszközök teremtik meg. A piacgazdaságokban az ingatlanhoz kapcsolódó jogokat le lehet bontani de jure és de facto jogokra. Hasonlóképpen szét lehet bontani a tulajdonlást jogi, illetve gazdasági attribútumokra (ez utóbbiak az ingatlanból származó direkt vagy indirekt jövedelmek, illetve jólét). A hivatalosan létező jogok és az informális szokásjogok is két külön csoportot alkotnak.

## Ingatlanhoz kapcsolódó gazdasági tevékenységek
- ingatlan adás-vétele
- ingatlan bérbeadása
- ingatlanfejlesztés
- ingatlanbefektetés
- ingatlanközvetítés
- ingatlan reklámozása
- ingatlankezelés/társasházkezelés

## Ingatlannal kapcsolatos szakmai szervezetek
- Magyar Ingatlanközvetítők és Értékbecslők Szakmai Szervezete (MIÉSZ)
- Magyar Ingatlanszövetség (MAISZ)
- Okleveles Ingatlanszakértők Magyar Szövetsége (RICS Magyarország)
- Magyar Ingatlan-gazdálkodók Szövetsége

Az ingatlannal kapcsolatos változások átvezetését a földhivatalok végzik.
Ilyen változások lehetnek pl.: ingatlan elbontása, ingatlan építése.
Fenti ingatlan változásokhoz az építési hatósági határozatok, illetve földmérő által készített vázrajz szükséges.

## Lakóingatlan
Olyan épület, mely használatbavételi vagy fennmaradási engedéllyel rendelkezik, telekkönyvi szempontból befejezettnek minősül és a használatba vételi engedély telekkönyvileg be van jegyezve.

## Komfortos ingatlan
Komfortos az az ingatlan, amely legalább 12 négyzetmétert meghaladó alapterületű lakószobával, vízzel ellátott főzőhelyiséggel, fürdőhelyiséggel és WC-vel, közművesítettséggel, melegvíz-ellátással és egyedi fűtési móddal rendelkezik.

## Önállóan forgalomképes ingatlan
Olyan ingatlan, melynek forgalomképességét nem korlátozza semmi, vagyis az ingatlan nyilvántartási státusza rendezett. Tulajdoni lapján perfeljegyzés nincs. A bankok általában jelzáloghitelek fedezeteként ilyen ingatlanokat fogadnak el.

## Az ingatlanok csoportosítása
Az ingatlanokat több szempont szerint lehet csoportosítani, azok típusa és funkciói szerint. 

##### Lakás
A lakás olyan ingatlan, amely alkalmas huzamos ideig történő, életvitelszerű tartózkodásra, iletve amelyben ki vannak alakítva az alábbi helyiségek: konyha, fürdőszoba, WC, egy vagy több szoba. Ebben a kategóriában hirdethetők azok az ingatlanok,  amelyek egy helyrajzi számon, de külön albetétként vannak nyilvántartva, pl. társasházi lakások.
Építése szempontjából lehet tégla, panel, csúsztatott zsalus technológiával készült épüteben lévő lakás.

##### Ház
- A családi ház önálló helyrajzi számmal rendelkezik. Tulajdoni lapon “kivett lakóház, udvar” néven szerepel. Többnyire egy önálló telekre épült. Családi ház besoroláshoz az épületnek az alábiaknak kell megfelelnie:  villany,  gáz, a viz be van vezetve, valamint az ingatlant rákötötték a csatornahálózatra. Az alapterület nagyobb 50 négyzetméternél, a belmagasság pedig 2,5 méternél. Az épületben van legalább egy, 17 négyzetméternél nagyobb helyiség. Továbbá a fűtés és szellőzés  is megoldott bene.[3]
- Az ikerház két önálló épület, amelyek szomszédos építési telkek közös oldalhatárán állnak, egymástól független épületszerkezetekkel és műszaki megoldásokkal rendelkeznek, nyílás nélküli tűzfalakkal csatlakoznak és külsőleg egy épület képét mutatják. Többnyire szimmetrikusak.[4]
- A sorház olyan épületek, amelyek közös telken szorosan egymáshoz vannak építve, de külön közművekkel és különálló műszaki jellemzőkkel rendelkeznek. A sorház lehet közös tulajdonban, de működhet akár társasházként is. A köznyelvben elterjedt a sorházi lakás megnevezés is.
- Építése szempontjából lehet tégla, panel, könnyűszerkezetes technológiával épített lakóház,vályogház, fából vagy kőböl készült ház.

##### Garázs
- önálló garázs: Olyan épület vagy épületrész, amely gépjármű tárolására alkalmas. Az ingatlan nyilvántartásban nem szükséges önálló ingatlanként szerepelnie. A garázs lehet egy épület alsó szintjén, a lakások alatt, az utca szintjén, de lehet különállóan a lakóépületek mellett kialakított garázssoron is.
- teremgarázs hely: Egy társasházban lévő teremgarázs egyik kijelölt helye, amely 1 db autó parkolására alkalmas. A társasház tervrajzán szám jelöli, fel van tüntetve az alapító okiratban, szerepel az ingatlan nyilvántartásban

##### Telek
A telek egy helyrajzi számon nyilvántartásba vett földterület. A telek meghatározott mértékben beépíthető lehet, arra építményt, épületet lehet felhúzni. 

##### Nyaraló
- nyaralótelek: Üdülőövezeti, külterületi, zártkerti, illetve egyéb olyan telek, amelyre nem építhető lakóingatlan.
- hétvégi házas nyaraló: Üdülőövezetben épült hétvégi ház, nyaraló, amely önálló telken elhelyezkedő önálló épület és legfeljebb két apartman található benne.
- üdülőházas nyaraló: Üdülőövezetben elhelyezkedő területen épült, kettőnél több apartmant magába foglaló épület, épületegyüttes.

A lakóingatlanokon (ház, lakás, nyaraló) túl az épületek, létesítmények funció szerint lehet:
- irodaház: olyan irodaépület, amelyben irodák, egyéb helyiségek találhatóak
- kereskedelmi épület: üzlet, bolt, áruház, szupermarket. Az üzlethelyiség üzleti tevékenység végzésére pl. áru bemutatására, vevők fogadására…stb. alkalmas helyiség/hely.
- bevásárló központ, pláza
- parkolóház: több szintes, gépjárművek számára parkolóhelyeket biztosító épület. A mélygarázs térszint alatti, gépjárművek tömeges elhelyezésére szolgáló parkolólétesítmény.
- szálloda, hotel, panzió
- étterem, vendéglő, kávézó, büfé
- kórház, Az egészségügyi intézmény olyan ingatlanok amelyekben egészségügyi szolgáltatás biztosítható és végezhető.
- iskola: olyan ingatlan, amely alkalmas oktatási intézménynek, ahol általános vagy szakmai tanítás és nevelés zajlik.
- óvoda
- egyetem, főiskola: felsőoktatási intézmény (az ingatlan típusától a területén lehet több ingatlan is, de az intézmény lehet egy adott épületben is)
- múzeum: olyan intézmény, amely a kulturális javakat és a szellemi kulturális örökség elemeit gyűjti, megőrzi, feldolgozza, kutatja és kiállítja.
- művelődési ház, mozi, színház, stb.
- sportlétesítmények: sportcsarnok, stadion, sportpálya, uszoda
- közlekedéshez kapcsolódó létesítmények: pályaudvar, vasúti állomás, buszpályaudvar, kikötő, repülőtér, hangár

##### Ipari ingatlan
Az ipari ingatlan olyan speciális ingatlanok, amelyeket gyártási, szerelési vagy más ipari tevékenységek végzésére vagy ezek kiszolgálására létesítettek.
- Gyár: logisztikai, termelési, készlettervezési, beszerzési egység, ahol anyagi javakat állítanak elő.
- Üzem: A vállalat funkcionális területi, vagy technológia szempontból elhatárolható egysége, melynek célja valamely fogyasztói igényű kielégítése és ezzel a tevékenységével nyereség elérése.
- szerelőcsarnok, üzemcsarnok
- műhely: Általában a kézi munkavégzés helye, szerelő, alkotó munka végzésére szolgáló helyiség.
- erőmű, bánya
- logisztikai központ: olyan létesítmény, ahol terek, parkolók, irodák, terminálok, vámállomások, raktárak és átrakodó platformok találhatók
- raktár: olyan épület, vagy ezen belül kisebb helyiség, amely raktározási céloknak megfelel.
- telephely: olyan hely, terület, épületegyüttes, ahol tartósan üzleti tevékenység végezhető, pl. egy cég telephelye.

##### Mezőgazdasági ingatlan
Elsősorban mezőgazdasági tevékenységek végzésére alkalmas földterület, amely a település külterületén fekszik, tulajdoni lapon: szántó, szőlő, gyümölcsös, kert, rét, legelő, erdő, pince, présház…stb. megnevezéssel szerepel.
- Termőföld: az a földterület, amely a település külterületén fekszik, tulajdoni lapon szántó, szőlő, gyümölcsös, kert, rét, legelő megnevezésű.
- Szántó: az a terület, amely rendszeres szántóföldi művelés alatt áll. (Függetlenül attól, hogy hasznosítják, vagy parlagon hagyják.)
- Erdő: Természetes vagy telepített fás terület.

## Külső hivatkozások
- RICS Europe
- MAISZ Archiválva 2007. május 9-i dátummal a Wayback Machine-ben
- Földhivatali Portál
- Lakás és telek vásárlás Magyarországon
- Ingatlanjoggal kapcsolatos lap.hu linkgyűjtemény
- Ingatlanokkal kapcsolatos lap.hu linkgyűjtemény
- Ingatlan linkek – Weblink
- Ingatlan Információk